# Donji Matejevac
Donji Matejevac (cyr. Доњи Матејевац) – wieś w Serbii, w okręgu niszawskim, w mieście Nisz. W 2011 roku liczyła 831 mieszkańców.